# Wells Glacier
Wells Glacier är en glaciär i Antarktis. Den ligger i Västantarktis. Argentina, Chile och Storbritannien gör anspråk på området. Wells Glacier ligger 723 meter över havet.
Terrängen runt Wells Glacier är varierad. Trakten är obefolkad. Det finns inga samhällen i närheten.